# بارهنگ ایرانشهری
بارهنگ ایرانشهری (نام علمی: Plantago sharifii) یکی از گونه‌های سرده بارهنگ است.